# Andrea da Bergamo
Andrea da Bergamo (Bergamo, IX secolo – ...) è stato un storiografo italiano.
Non si sa nulla della sua vita e dei tempi in cui visse. Fu autore di un compendio in latino e di una continuazione dell'Historia Langobardorum di Paolo Diacono dalla morte di Liutprando (744) fino alla morte di Carlo il Calvo (877). Dallo stile grossolano e scorretto, si presume che la sua cultura letteraria fosse modesta.